# (4710) Wade
(4710) Wade es un asteroide perteneciente al cinturón de asteroides, descubierto el 4 de enero de 1989 por Robert H. McNaught desde el Observatorio de Siding Spring, Nueva Gales del Sur, Australia.

## Designación y nombre
Designado provisionalmente como 1989 AX2. Fue nombrado Wade en homenaje a "Wade Richard Butler" un amigo del descubridor e hijo de Dot Butler.

## Características orbitales
Wade está situado a una distancia media del Sol de 2,245 ua, pudiendo alejarse hasta 2,452 ua y acercarse hasta 2,037 ua. Su excentricidad es 0,092 y la inclinación orbital 4,999 grados. Emplea 1228 días en completar una órbita alrededor del Sol.

## Características físicas
La magnitud absoluta de Wade es 13,1.